# داي دروم
داي هي البلدية، انظر الأسقفية السابقة، و subprefecture من دروم قسم في جنوب شرق فرنسا . تُعرف المنطقة المحيطة بـ Die باسم Diois .
يشتهر Die بـ Clairette de Die ، وهو نبيذ فوار . كانت مقاطعة في العصور الوسطى العليا . كانت ذات يوم مرقدًا لأبرشية رومانية كاثوليكية وبقايا كاتدرائيتها .

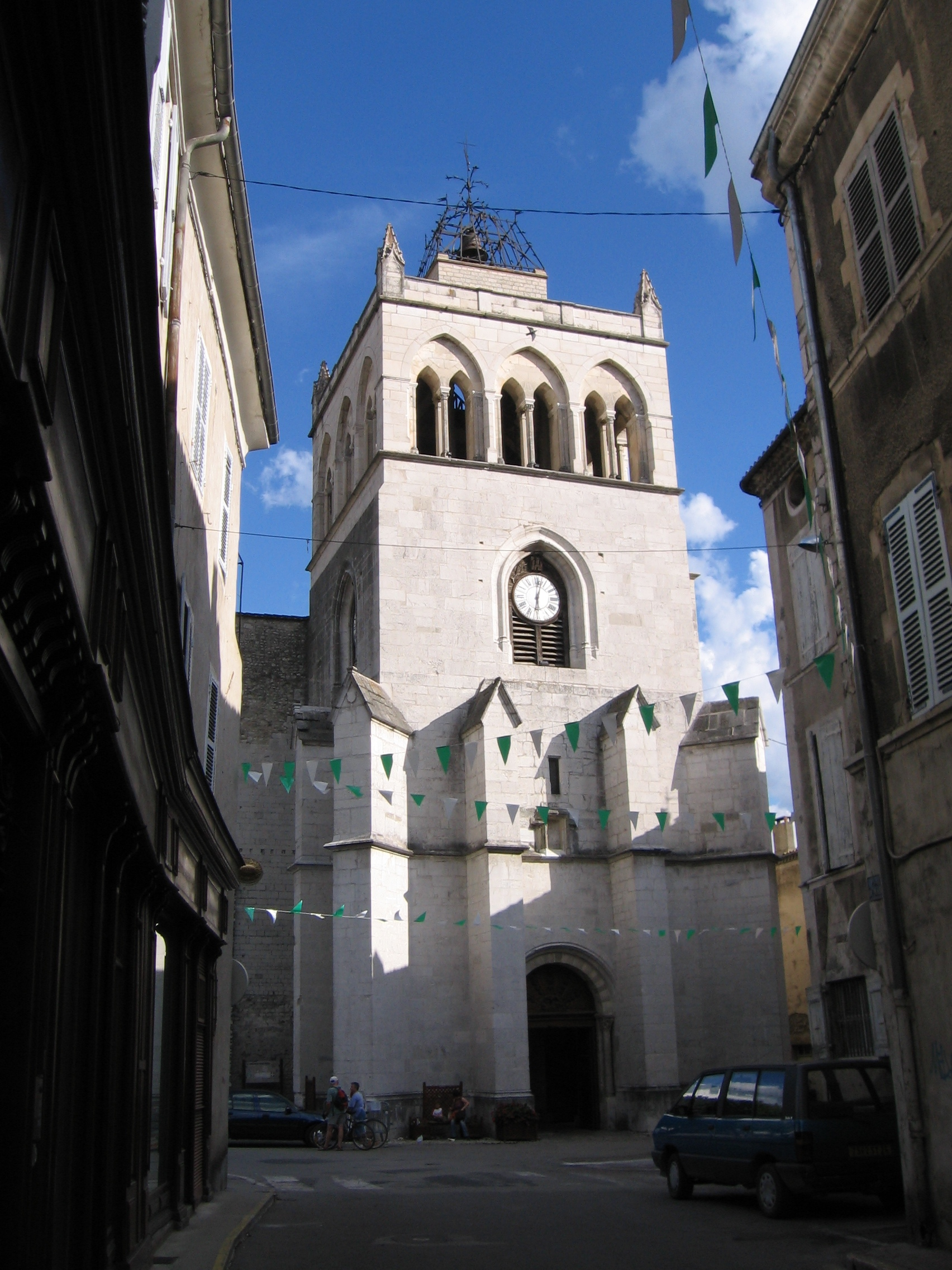
كنيسة المدينة

## جغرافية
يقع Die في وادٍ محاط بجبل Glandasse (6،696 قدمًا ؛ 2041 مترًا) ، وهو حاجز صخري ضخم وحاد ، يفصل المنطقة ( Pays Diois ) عن هضبة Vercors . إقليم بلدية دي هو جزء من المنتزه الطبيعي الإقليمي لهذه المناطق.

## التاريخ
من الواضح أنه كان هناك سكان خلال العصر الحجري الحديث ، وهذا ما أكدته حفريات Chanqueyras. تم العثور على حجر قائم كبير منقوش ومنشرين صغيرين موجودان الآن في متحف Die بالقرب من جمعية النبيذ التعاونية ، (هذه) أثبتت أيضًا أنها مأهولة في هذه المنطقة في ذلك الوقت.

تم اكتشاف بقايا العصر البرونزي الأخير في La Roche De Marginal ، على سبيل المثال ، تم العثور على بعض القطع في Chandillon. يبدو أن التكتل الأول ظهر في بداية العصر الروماني ، على ممر جبلي صغير يتدلى من دروم ، ووادي ميروس الصغير ، عند مفترق الطرق بين الوادي والطريق المؤدي إلى تريف. هناك الكثير من الأدلة على توسع التحضر خلال القرن الأول.

المتحف وبعض القطع الأثرية من داي و محيطها
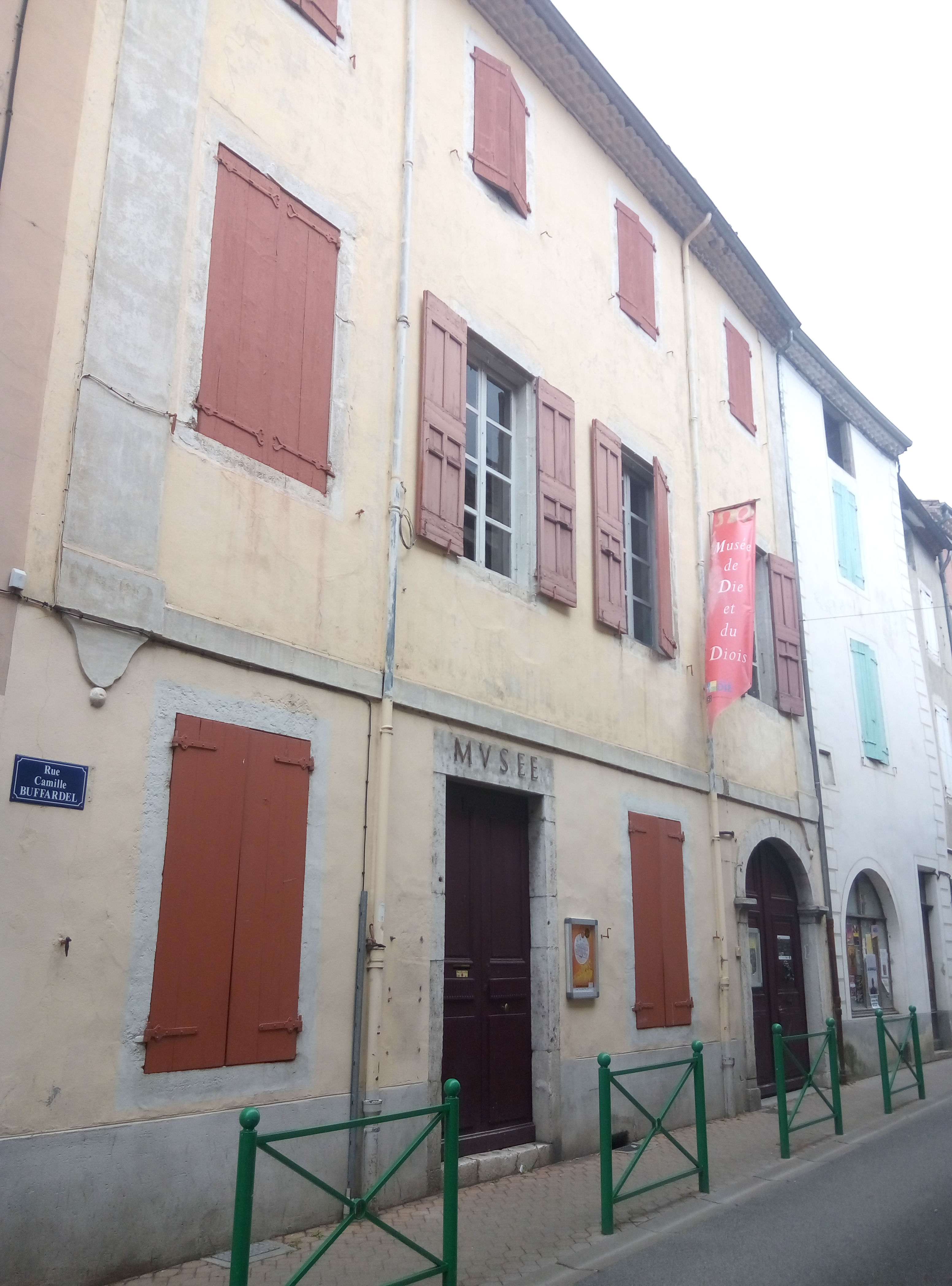
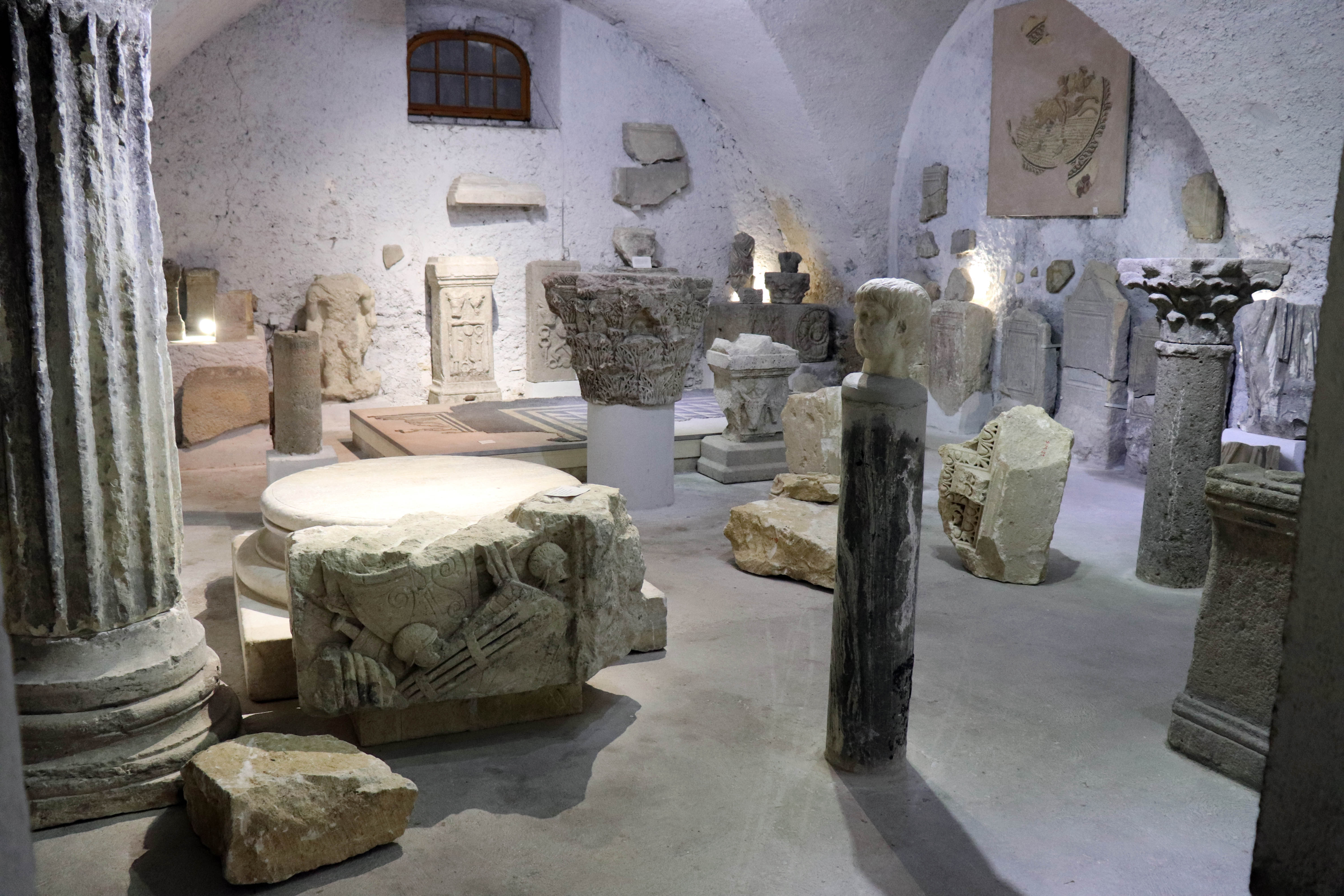
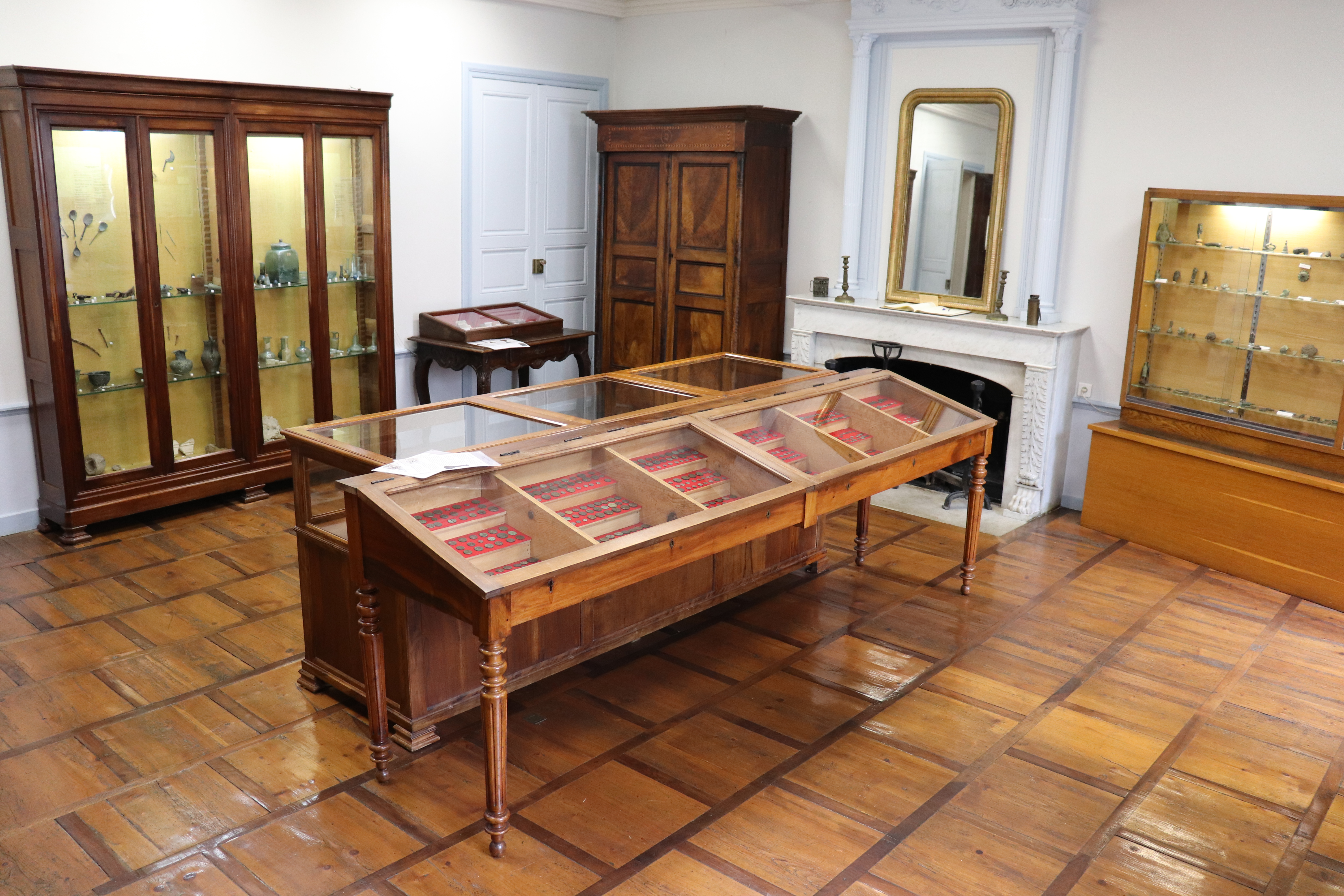
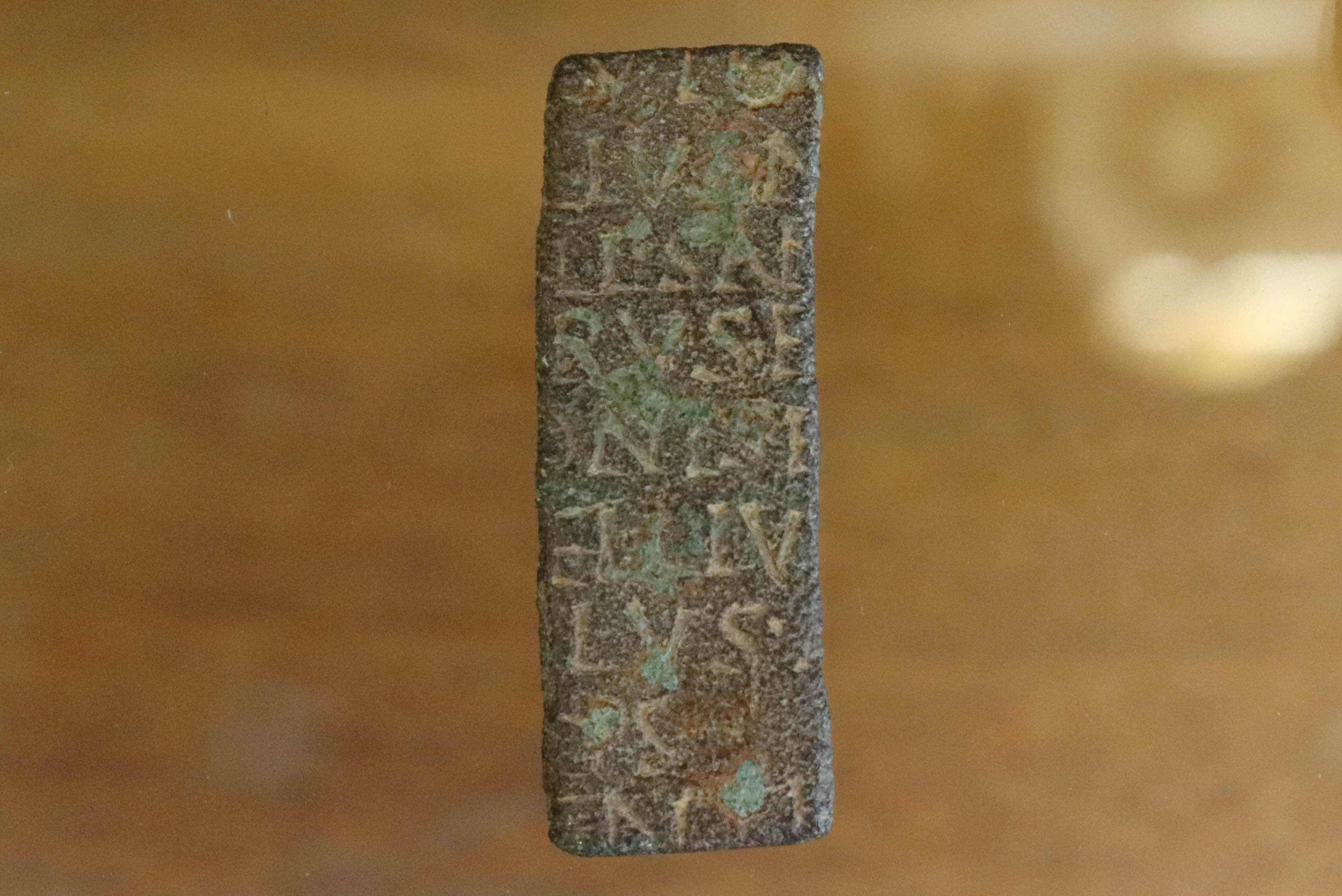
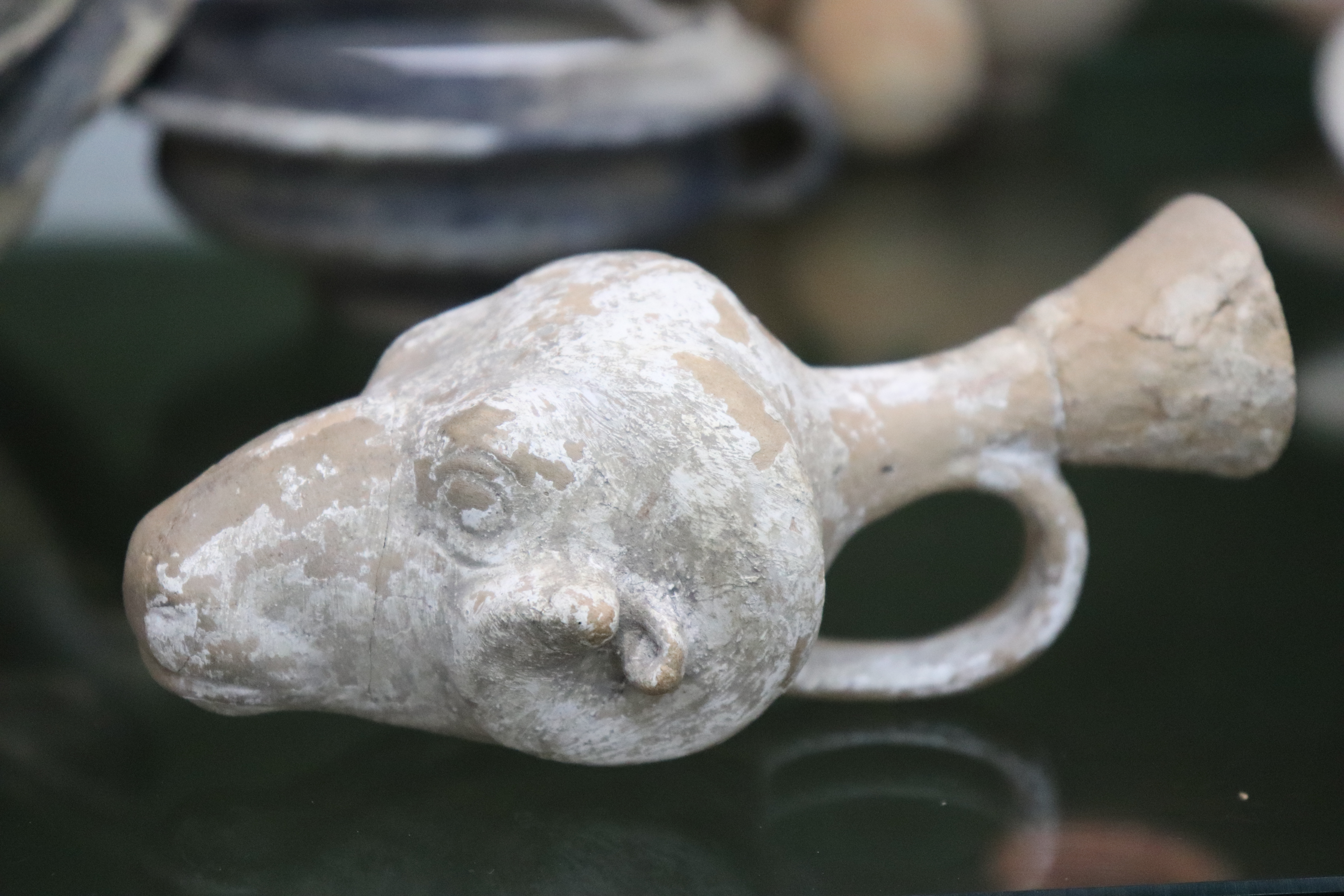
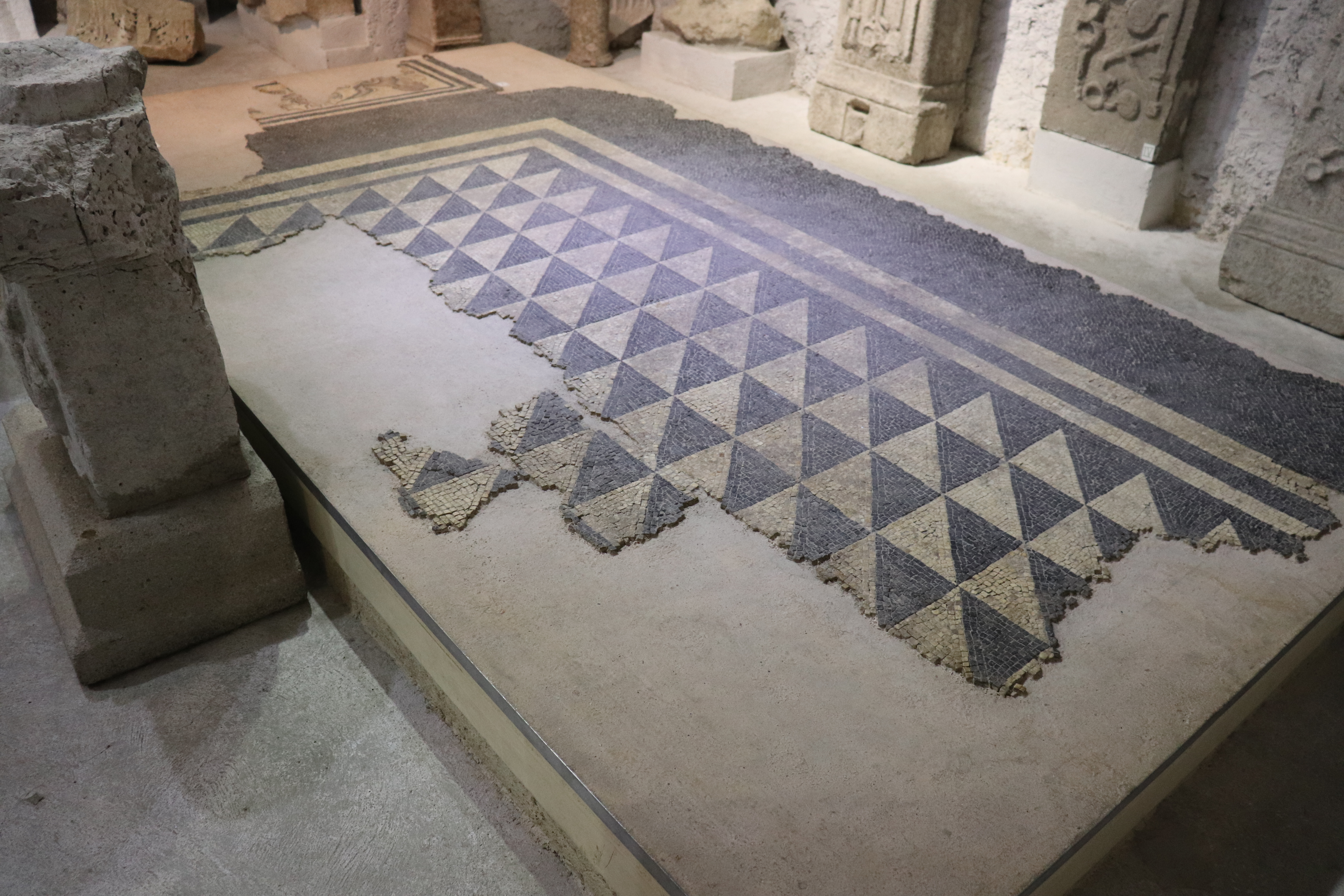
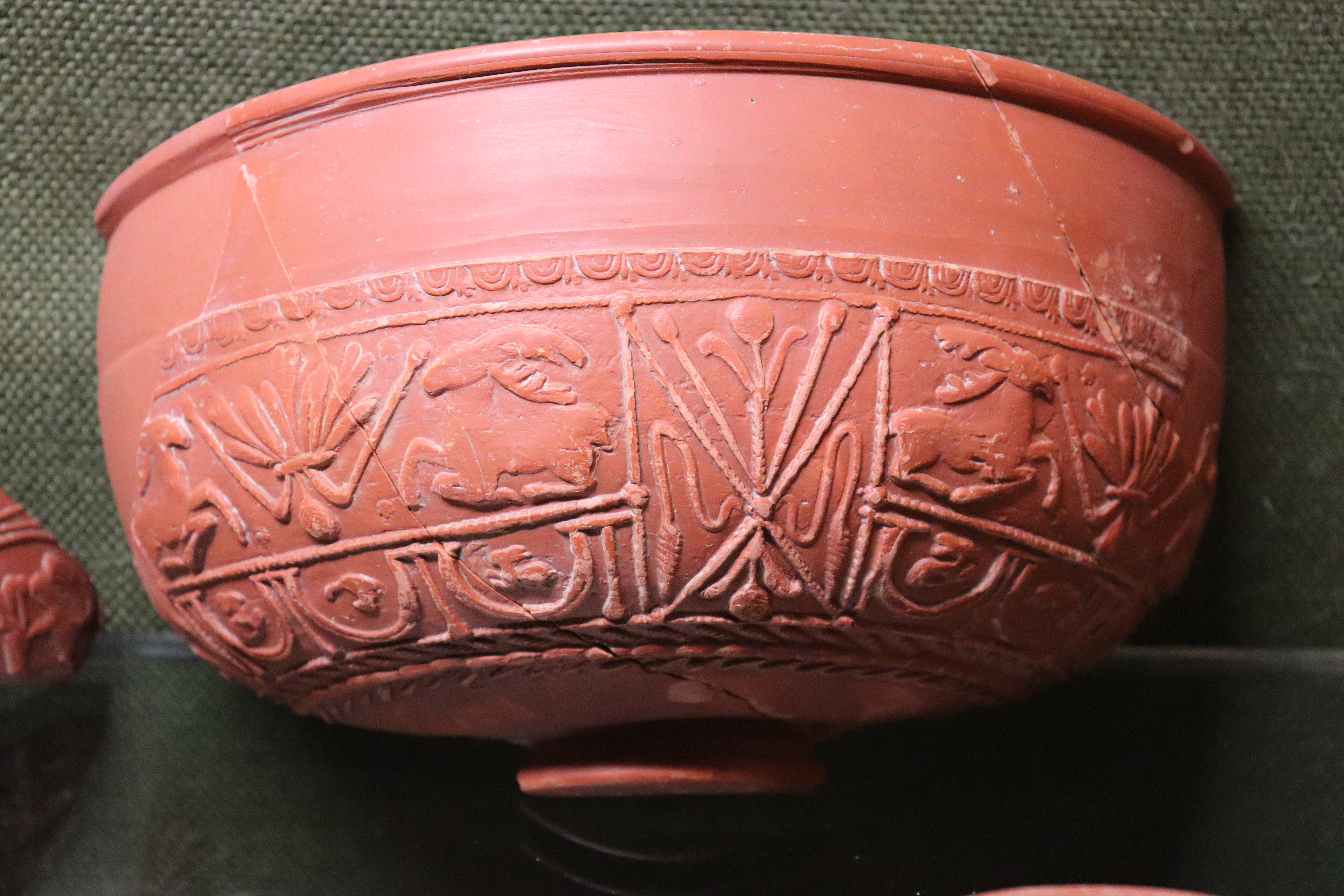

في بداية القرن الثاني ، قامت مدينة Die ببناء آثار وأصبحت عاصمة رومانية ، لتحل محل Luc-en-Diois في هذه الوظيفة لشعب سلتيك في شمال فوكونسيس . يبدو أنه سيتم تسميتها كمستعمرة في نهاية القرن الثاني أو خلال القرن الثالث لأن المدينة أصبحت مركزًا مهمًا لعبادة آلهة الخصوبة سايبيل .
بينما كانت الإمبراطورية الرومانية تظهر علامات الضعف ، بين عامي 285 و 305 ، تم بناء جدار محصن حول المدينة لحماية سطح حضري 25 هكتار (62 أكر) ، يبلغ طول هذا الجدار أكثر قليلاً من ميل واحد. أثناء بنائه ، أعيد استخدام أجزاء من آثار الدفن. كان للموت بوابتان رئيسيتان: إلى الغرب ، بوابة سان بيير (هدمت في عام 1891) وإلى الشرق بوابة سان مارسيل. للذهاب إلى Chichilliane ، كان الناس يسلكون الطريق بالقرب من Grenoble ، ويعبرون جبل Glandasse (جنوب Vercors). على هذه الهضبة تم العثور على حجارة من المحجر ، تم استخراجها وتموت. أول أسقف معتمد لأبرشية الموت القديمة كان Nicaise في 325 ، الممثل الوحيد للكنيسة الغالية في المجلس الأول لنيقية . تم دمج الأبرشية لاحقًا مع أبرشية الروم الكاثوليك في فالنسيا عام 1276 ، لكنها انفصلت مرة أخرى في نهاية القرن السابع عشر ، قبل قمعها خلال الثورة الفرنسية .

### بقايا
يُظهر متحف Die and Diois ( Musée de Die ) في وسط المدينة بقايا العصر الروماني المتعددة والمهمة ، ولكنه يحكي أيضًا قصة Diois خلال عصور ما قبل التاريخ ، والعصور الوسطى لهذه المدينة الأسقفية والدمار الناجم عن الحروب الدينية.

## الاقتصاد
بصرف النظر عن المزارعين ومنتجي النبيذ ، لا يزال الاقتصاد يتألف من العديد من الشركات الصغيرة والحرفيين ومقدمي السياحة وتجار التجزئة المحليين. Die هي أيضًا المركز الاقتصادي والاجتماعي لجميع Diois ، فهي تقدم مدارس ومراكز مهنية. كما تسمح الخدمات العامة والإدارية برفاهية هذا الوادي.

### السياحة
تتكون بلدية دي من أقل من 5000 نسمة. ركزت المدينة على الصناعات الصغيرة ، مثل الأثاث والأحذية خلال الستينيات والسبعينيات من القرن الماضي ، وبالتالي ضاعت فرصة السياحة الجماعية.
في الوقت الحاضر ، يستقبل Die عددًا مهمًا من السياح خلال فصل الصيف ، من دول أجنبية مثل هولندا وبلجيكا ، مما يحقق أقصى استفادة من مواقع المخيمات حول وادي دروم. على العكس من ذلك ، يأتي السياح في الشتاء من المناطق المحيطة لممارسة الرياضات الشتوية في محطة التزلج Col du Rousset (الواقعة في جبال Vercors). الأنشطة الأكثر شعبية هي: التزلج (بطولة فرنسا للرياضة اليدوية للتزلج) ، والمشي بالأحذية الثلجية ، وسباق الزلاجات بالكلاب (مسابقة Alpirush الدولية). في عام 1992 ، فاز كولومبي في مسابقة سباق الجبال الدولية.

### الزراعة
كان لمصنع النبيذ التعاوني Clairette de Die ، وهو أكبر صاحب عمل لـ Diois ، فكرة قبل بضع سنوات لاعتماد اسم العلامة التجارية "jaillance" ليصبح معروفًا بشكل أفضل من قبل مصانع النبيذ التعاونية المنافسة ، ليتم التعرف عليها بشكل أفضل من قبل المستهلكين ولتحسين قوتها في المبيعات والصادرات.

## المدن التوأم - المدن الشقيقة
يموت توأمة مع:
- Wirksworth, United Kingdom
- Varallo Sesia, Italy
- Frankenau, Germany
- Kiskunfélegyháza, Hungary
- Dhouge, Senegal

## روابط خارجية
- دخول المعجم